# Piana dell'Alaska

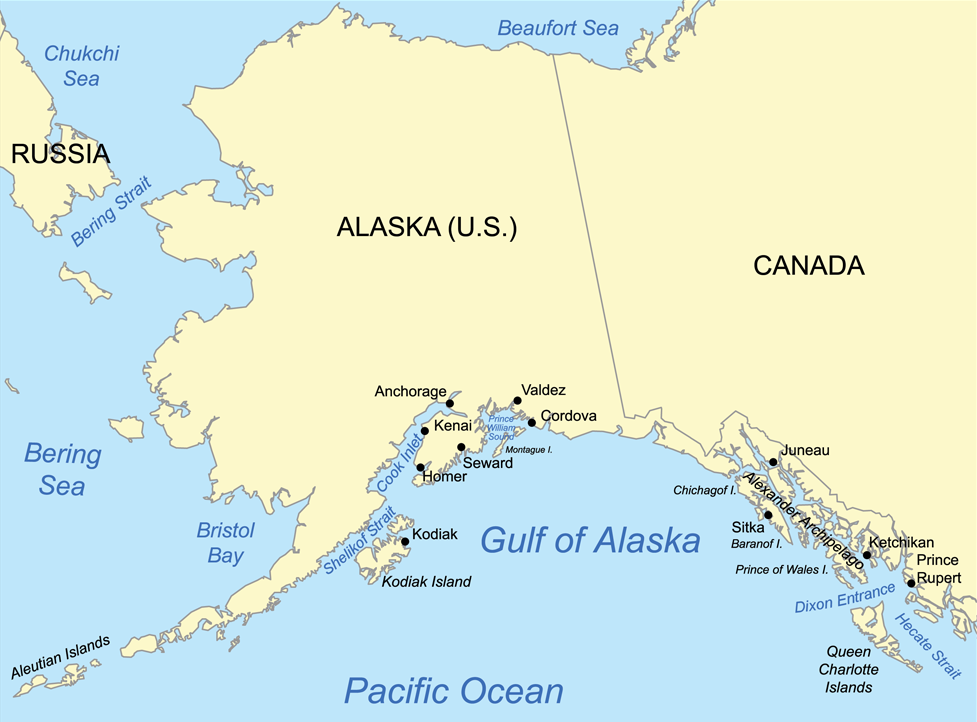
Mappa del Golfo dell'Alaska

La piana dell'Alaska (o piana abissale dell'Alaska) è un bacino oceanico al di sotto del Golfo dell'Alaska.
La piana abissale è delimitata a nordovest dalla porzione americana della fossa delle Aleutine, a nord e a est dalla piattaforma continentale al largo della costa dell'Alaska e Columbia Britannica, a sud da due linee separate di montagne sottomarine, dal Patton Seamount a nordovest, situato proprio a sud dell'isola Kodiak, al monte sottomarino Bowie a sudest, localizzato appena ovest delle Haida Gwaii (le Isole Regina Carlotta), tra le coordinate 54°40′N 150°30′W e 53°18′N 135°38′W.